# Donja Pilica
Donja Pilica (cyr. Доња Пилица) – wieś w Bośni i Hercegowinie, w Republice Serbskiej, w mieście Zvornik. W 2013 roku liczyła 1176 mieszkańców.